# Estación Ingeniero Jacobacci
Ingeniero Jacobacci es una estación de ferrocarril ubicada en la localidad del mismo nombre, Departamento Veinticinco de Mayo, Provincia de Río Negro, Argentina. Desde esta estación, se desprende el famoso y reconocido ramal de La Trochita, famosa en la zona por sus recorridos, a Estación Esquel.
Fue la única estación en todo su ferrocarril que utilizó dos trochas diferentes para operar. Esta especificidad de poder operar dos tipos de anchos de vías (0.75 y 1676 ) solo fue compartida por las estaciones Comodoro Rivadavia  y General Lorenzo Vintter. De este modo, estas tres estaciones operaron los mismos tipos de vías y fueron cabeceras de sus respectivos ferrocarriles.

## Ubicación
Se encuentra a 100 km de la localidad de Comallo, y a 250 de la ciudad de San Carlos de Bariloche.

## Servicios
Por sus vías transitan formaciones de cargas y de pasajeros de la empresa estatal Tren Patagónico S.A.. Cuenta con parada para los servicios de pasajeros tanto en sentido ascendente como descendente del Tren Patagónico y es la estación terminal del servicio semanal Bariloche - Ing. Jacobacci. 
A partir del 21 de septiembre de 2018 se reactiva el servicio turístico semanal a Estación Ojo de Agua por parte de la empresa estatal  Tren Patagónico S.A., con una posible extensión a Cerro Mesa.